# 미로슬라프 클로제
미로슬라프 요제프 클로제(독일어: Miroslav Josef Klose ˈmɪʁoslaf ˈkloːzə[*], 1978년 6월 9일 ~ ) 는 독일의 축구 선수 출신 축구 감독으로, 포지션은 스트라이커였다.
클로제는 71골로 독일 국가대표팀의 최다 득점자로 이름을 올리고 있다. 그는 2006년 FIFA 월드컵에서 독일 대표로 5골을 득점하며 골든슈를 획득하였으며, 그의 첫 월드컵인 2002년 FIFA 월드컵에서도 5골을 득점하였다. 2010년 FIFA 월드컵에서는 4골을 추가하였고, 2014년 FIFA 월드컵에서는 7-1 대승을 거둔 준결승전에서의 1골을 포함해 2골을 더 넣어 호나우두를 제치고 16골로 FIFA 월드컵 역대 최다 득점자로 등극하였다. 2014년 대회에서도 득점자 명단에 이름을 올리며, 클로제는 국가대표팀 선배인 우베 젤러와 브라질의 펠레와 함께 4번의 월드컵 대회에서 득점을 올리는 업적을 달성하였다. 그는 페루의 테오필로 쿠비야스와 독일 국가대표팀 동료 토마스 뮐러와 함께 두 차례의 월드컵에서 최소한 5골 이상 득점한 선수로 기록되어 있으며, 3번의 다른 대회에서 최소한 4골을 득점한 유일한 선수이다. 독일 국가대표팀은 클로제가 득점한 경기에서는 패한 적이 없다.

## 개요
클로제는 폴란드 실롱스크주 오폴레 출신이다. 그의 부모님 모두 프로 스포츠 선수였다. 그의 아버지인 요제프 클로제는 독일계 폴란드인 프로 축구 선수로, 폴란드의 오드라 오폴레에서 활약하다가 1978년에 폴란드를 떠나 프랑스의 오세르로 이적하였다. 그의 어머니인 바르바라 예시는 폴란드 여자 핸드볼 국가대표팀에서 활약하였었다. 요제프 클로제는 아우시들러로 제2차 세계대전 이후에 폴란드 영토인 실롱스크에 남은 가문이었는데, 그의 가족들을 다시 독일로 이주시켰다. 1986년, 8세의 미로슬라프는 라인란트팔츠주 쿠젤에서 아버지와 재회하였을 때, 단 두 단어의 독일어만을 알고 있었다.
클로제의 본업은 목수였으며 세미프로축구 선수로 활동하였다. 그러다가 점점 실력을 인정받아 결국 2002년 FIFA 월드컵을 앞둔 상황에서 루디 푈러에게 전격 발탁되어 독일 축구 국가대표팀의 일원이 되었다. 부업으로 하던 축구선수 생활은 이 때부터 탄탄대로를 걷기 시작했으며 특히 2002년 월드컵을 기준으로 쇠퇴해가던 독일 축구 국가대표팀에서 독일의 월드컵 준우승에 공헌하였다.
클로제와 그의 아내 실비아 사이에는 쌍둥이 아들인 루안과 노아가 있다. 2007년, 슈피겔의 인터뷰에서, 그는 그의 아내가 자녀들에게 집에서 폴란드어로 대화를 하며, 학교에서 독일어를 배웠다고 말하였다.
클로제는 가톨릭 교도로, 2012년 3월에 교황 베네딕토 16세와 만났다.

## 클럽 경력

### 카이저슬라우테른
그의 프로 경력은 20세에 전 분데스리가 클럽인 홈부르크의 리저브팀에 입단하면서 시작되었다. 12개월 후, 그는 카이저슬라우테른으로 이적하였다.

### 베르더 브레멘

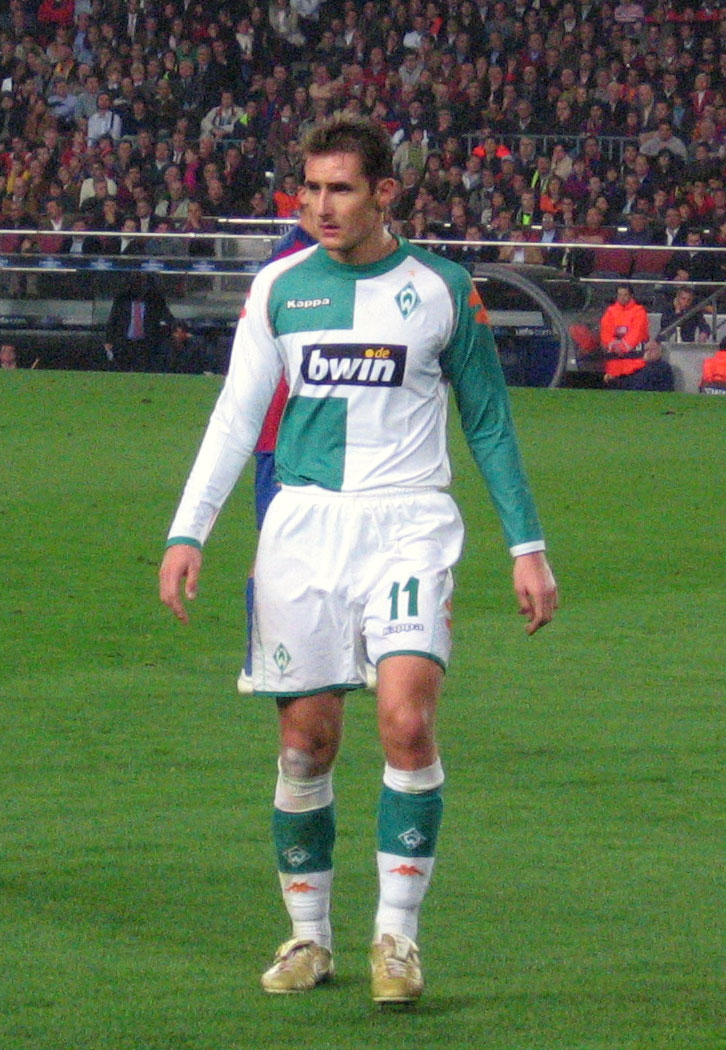
베르더 브레멘의 미로슬라프 클로제

2004년 3월, 클로제는 독일 분데스리가 클럽 베르더 브레멘과 €5M ($6.2M)의 가격에 4년 계약을 체결하였다. 2004년 8월 6일, 그는 1-0으로 이긴 샬케 04와의 홈경기에서 파라과이의 공격수인 넬손 발데스와 교체 투입되어 첫 리그 경기를 치르었다. 2004년 8월 29일, 클로제는 볼프스부르크전에서 1호골이자 팀의 동점골을 득점하였으나, 브레멘은 홈에서 1-2 패배를 당하였다.
2007년 6월 7일, 클로제는 2007-08 시즌 시작 전이나 베르더와의 계약이 만료되는 2007-08 시즌 끝에 베르더 브레멘을 떠나 바이에른 뮌헨으로 이적할 것임을 확인시켰다.

### 바이에른 뮌헨

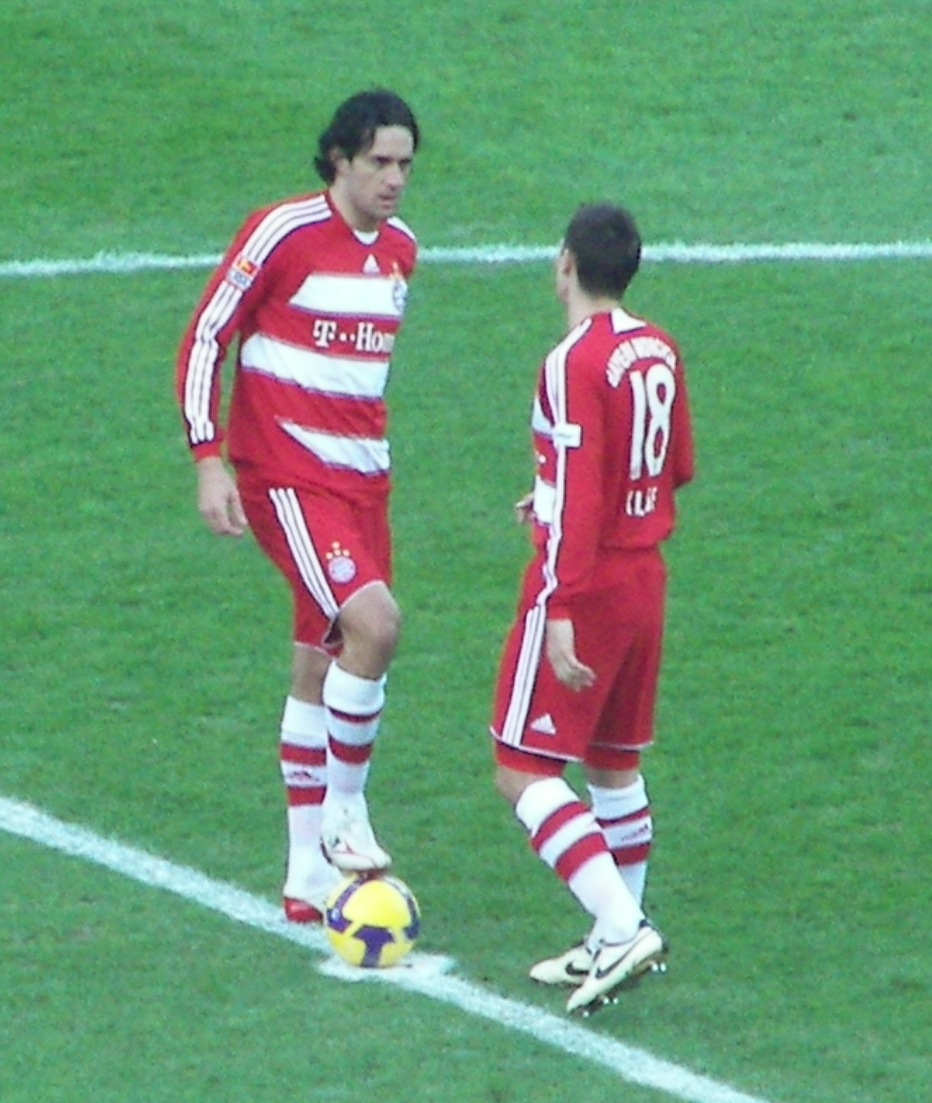
2009년, 올림피아슈타디온에서 치러진 헤르타 BSC전의 루카 토니와 클로제 (18번)

2007년 6월 26일, 칼-하인츠 루메니게 회장은 바이에른 뮌헨이 베르더 브레멘과 선수 이적에 대한 협상이 완료되었다고 확인시켰다. 클로제는 2007년 6월 28일에 바이에른의 의료검진을 마친 후 4년짜리 계약서에 서명하였다.
2011년 6월 7일, 계약 만료가 임박하였을 때, 클로제는 바이에른 뮌헨과 합의점을 찾지 못하였고, 2010-11 시즌을 끝으로 클럽을 떠났다.

### 라치오

#### 2011–12 시즌
2011년 6월 9일, 클로제는 라치오와 3년 계약을 맺었다. 그는 UEFA 유로파리그 2011-12 플레이오프전에서 라치오 1호골을 득점하였고, 4번의 어시스트도 기록하였다. 라치오는 라보트니치키와의 그 플레이오프 경기에서 6-0으로 승리하였고, 합계 점수 9-1로 다음 라운드에 진출하였다. 2011년 9월 9일, 그는 2-2로 비긴 밀란과의 리그 데뷔 경기에서 12분에 자신의 세리에 A 1호골을 득점하였고, 경기는 2-2로 종료되었다. 그가 클럽에 들어온지 몇달밖에 되지 않았음에도 불구하고 에도아르도 레야 소속팀 감독은 그를 이미 주요 전력으로 고려되었다. 2011년 10월 16일, 클로제는 데르비 델라 카피탈레의 93분에 득점하여 라치오의 2-1 승리에 공헌하였다. 그러나, 이 승리는 라치오 팬들이 나치의 표식과 슬로건을 사용하여 빛을 바랬다. 슬로건은 '클로제는 우리와 함께' (Klose Mit Uns) 로 읽혔다. 이는 클로제를 찬양하는 팬들이 의도한 것이다. 그러나, 나치가 '신은 우리와 함께'를 사용한 전례가 있었고, 라치오 팬의 표식의 SS는 히틀러의 SS와 같은 글씨체로 되어 있었다. 클로제는 '정치는 경기장에 들어서선 안된다'라고 덧붙이며 표식에 대해 공개적으로 비난하였다.
2011년 12월 10일, 클로제는 레체와의 원정 경기에서 2골 1어시스트를 기록하며 라치오의 3-2 승리를 견인하였다.

#### 2012–13 시즌
2012년 9월 2일, 클로제는 3-0으로 이긴 팔레르모와의 홈경기에서 시즌 첫 세리에 A득점을 올렸다. 9월 26일, 클로제는 나폴리와의 경기에서 우연히 손으로 득점하였으나, 주심이 보지 못하였다. 그러나, 클로제는 주심에게 이 정보를 전하며 골을 취소할 것을 부탁하였다. 이후 주심은 골 판정을 무효로 처리하는 것으로 번복하였다.
12월 2일, 클로제는 2-1로 이긴 파르마와의 경기에서 시즌 9호골을 득점하였고, 라치오는 세리에 A 순위를 4위까지 끌어올렸다. 2주 후인 12월 15일, 그는 2위에 랭크되어 있는 인테르나치오날레와의 경기에서 막판 1-0 결승골을 넣었고, 두 팀간의 승점차를 1점으로 좁혔다. 2013년 5월 5일, 그는 볼로냐전에서 5골을 성공시킨 후, 68분에 루이 사아와 교체되어 나갔다. 그는 1984-85 시즌 이래 세리에 A 한경기에서 5골을 넣은 첫 선수로 등재되었다.
5월 26일, 라치오는 코파 이탈리아 결승전에서 지역 라이벌인 로마와의 첫 로마 더비 결승전에서 1-0으로 이기고 클럽 통산 6번째 컵 우승을 달성하였다.

## 국가대표팀 경력

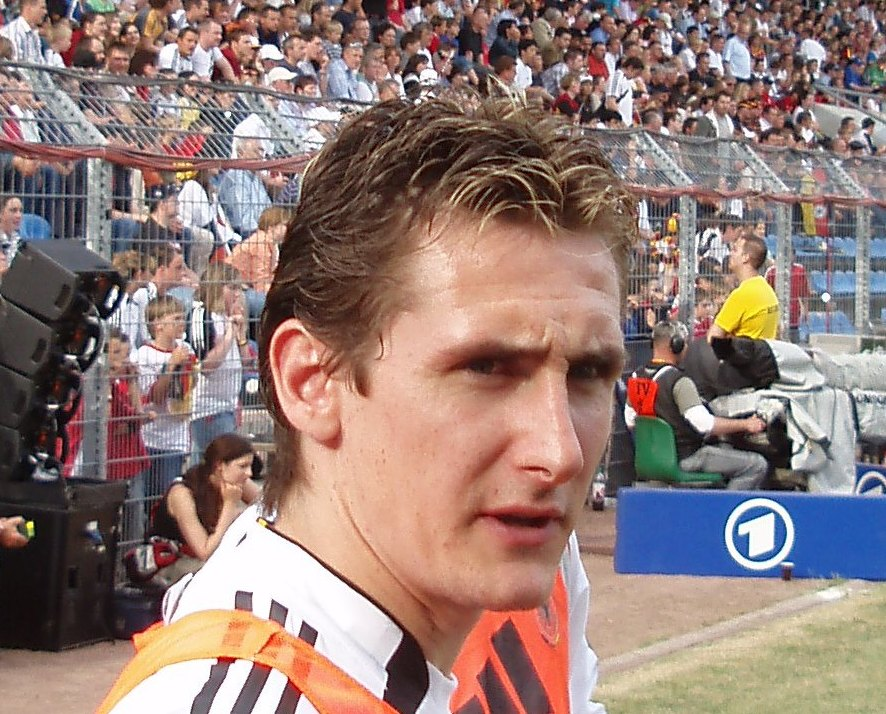
2006년 FIFA 월드컵의 클로제

클로제는 카이저슬라우테른에서의 분데스리가 데뷔 시즌에 꾸준한 골잡이로써 주목을 받았다. 2001년 1월, 당시 폴란드 국가대표팀 감독이었던 예지 엔겔은 독일로 클로제를 찾아가 폴란드 국가대표팀에서 활약할 것을 설득하였다. 이 제의는 클로제가 "저는 독일 여권을 소유하고 있고, 흐름이 이 방향으로 넘어간다면, 저는 루디 푈러의 팀에서 활약할 가능성이 있습니다."라고 말하면서 거절되었다. 클로제의 의지는 정해졌고, 그는 독일 국가대표팀에서 활약할 것으로 정해졌다.
2008년 6월 9일, 프르제글롱드 스포르토비 (Przegląd Sportowy) 와의 인터뷰에서, 클로제는 폴란드가 아닌 독일 국가대표로 활약할 것을 결정한 것은 쉽지 않았으며, 폴란드 협회쪽이 더 빨리 움직였다면, 그는 폴란드 국가대표로 활약했을 것이라 말하였다. 더 나아가서, 그는 독일 국가대표로 월드컵 대회에서 메달을 획득한 것으로 인해 이 결정에 후회가 없다고 덧붙였다.

### 2002년 FIFA 월드컵
2001년 3월 24일, 클로제는 알바니아와의 2002년 FIFA 월드컵 유럽 지역 예선 경기에서 73분에 루디 푈러에 의해 교체 투입되며 처음으로 국가대표팀 경기에 출전하였다. 출전 2분만에, 그는 독일의 2-1 결승골을 뽑아내었고, 이 골을 공중제비뜨기로 자축하였다. 나흘 후, 클로제는 그리스와의 2002년 FIFA 월드컵 유럽 지역 예선 경기에서 두번째 경기를 출전하였는데, 그는 67분에 벤치에서 나와 82분에 또다시 결승골을 득점하였고, 33분만에 2번의 알짜배기 득점을 성공시켰고, 독일은 잠시 예선 9조 선두를 달렸었다. 월드컵을 앞두고 치른 이스라엘전과 오스트리아와의 친선 경기에서 성공한 두 차례의 해트트릭으로, 그는 대회 본선에서 독일의 본선 라인업에 무난히 포함되었다. 클로제는 대한민국과 일본에서 열린 2002년 FIFA 월드컵에서 독일 국가대표로 5번의 헤딩골을 성공시키고, 히바우두와 함께 득점 공동 2위로 대회를 마감하면서 월드클래스로 발돋움하였다. 그는 FIFA 월드컵에서 최초로 5골을 넣은 선수가 되었고, 이 중 2골은 득점후 트레이드마크인 공중제비뜨기 골 세레머니를 하였으며, 그에 따라 "살토클로제" (Salto-Klose, "Salto"는 독일어로 공중제비를 뜻한다.) 라는 별명이 붙었다. 그의 이 대회 득점기록으로는 독일이 사우디아라비아를 8-0으로 대파한 경기에서의 해트트릭과 아일랜드전, 카메룬전에서의 각각 1골씩이 포함되어 있었다.

### UEFA 유로 2004
클로제는 UEFA 유로 2004에 참가하여 라트비아와 체코와의 경기에 출전하였으나, 당시 그는 무릎 부상으로부터 완전히 회복한 상태가 아니었다. 그는 이 대회에서 무득점으로 침묵하였고, 독일은 1라운드 조기 탈락의 수모를 당하였다.

### 2006년 FIFA 월드컵

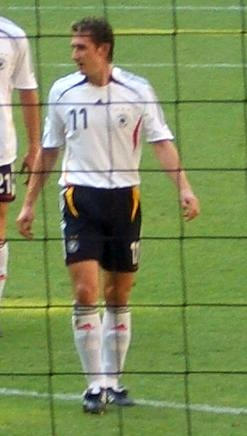
2006년 FIFA 월드컵의 클로제

독일에서 열린 2006년 FIFA 월드컵에서의 개막전에, 클로제는 코스타리카를 상대로 2득점을 올려 4-2 승리에 공을 세웠고, 에콰도르와의 조별 리그 최종전에서도 비슷하게 멀티골을 넣어 3-0 승리를 견인하며 독일의 조1위를 이끌었다.
아르헨티나와의 8강전에서 80분, 그는 헤딩 동점골을 성공시켰고, 독일은 이어지는 승부차기 끝에 다음 라운드에 진출하였다. 총 5골로, 그는 대회 최다 득점자가 되었다.

### UEFA 유로 2008
본선에서, 클로제는 폴란드와의 조별 리그 첫 경기에 출전하여 루카스 포돌스키의 두 골을 어시스트하며 2-0 승리에 일조하였다. 그는 이어지는 크로아티아와 오스트리아와의 나머지 조별 리그 경기에도 출전하였으나, 골사냥에는 실패하였다. 그는 토너먼트전 첫 경기인 포르투갈과의 8강전에서 골을 넣으며 이 대회에서도 득점에 성공하였고, 이어지는 터키와의 경기에서도 골을 넣었다. 두 차례의 경기에서, 그는 독일의 경기 두 번째 골을 넣었고, 두 경기 모두 3-2 승리로 끝났다. 그는 그러나 스페인과의 결승전에서 득점하지 못하였고, 결국 독일은 0-1로 패하였다.

### 2010년 FIFA 월드컵
클로제는 독일의 최종 23인 엔트리에 포함되었고, 이번은 그의 3번째 FIFA 월드컵 참가였다. 6월 13일, 클로제는 오스트레일리아와의 1차전 경기에서 팀의 2번째 득점을 성공시켰고, 경기는 4-0으로 끝났다. 이 골로 그는 전 국가대표팀 감독인 위어겐 클린스만과 월드컵 통산 득점에 동률을 이루었다.
2010년 6월 27일, 그는 잉글랜드와의 16강전에서 선제골이자 그의 12호 월드컵 득점을 성공시켰고, 펠레와 역대 월드컵 최다 득점 공동 4위에 이름을 올렸고, 99번째 출장한 경기에서 50번째 국제경기 골을 성공시키며 독일의 4-1 승리를 도왔다.
아르헨티나와의 8강전에서, 클로제는 100번째 국제 경기 출전을 기록한 6번째 독일 선수가 되었다. 그는 이 경기에서 아르헨티나를 상대로 팀의 2번째, 4번째 골을 뽑아내었고, (독일이 4-0으로 승리) 게르트 뮐러와 월드컵 통산 득점 기록의 동률을 이루었다.

### UEFA 유로 2012
UEFA 유로 2012 예선전에서, 클로제는 그가 출전한 경기에서 최소 한골은 득점하였고, 독일의 모든 예선 상대에게 득점을 성공시켰다: 벨기에, 아제르바이잔, 터키, 카자흐스탄, 그리고 오스트리아. 예선전에서 6경기를 출전하는데 그친 클로제는 9골 2어시스트를 득점하여, 8경기에 12골을 득점한 클라스얀 휜텔라르에 이어 이 시기동안 가장 골결정력이 높은 선수였다. 예선전이 종료 후, 그는 독일 국가대표로 63골 21어시스트를 기록하였고, 게르트 뮐러와의 독일 국가대표팀 득점 기록을 5골 (클로제의 출전 시간은 뮐러의 약 두배 정도였다.)까지 줄였다.

### 2014년 FIFA 월드컵

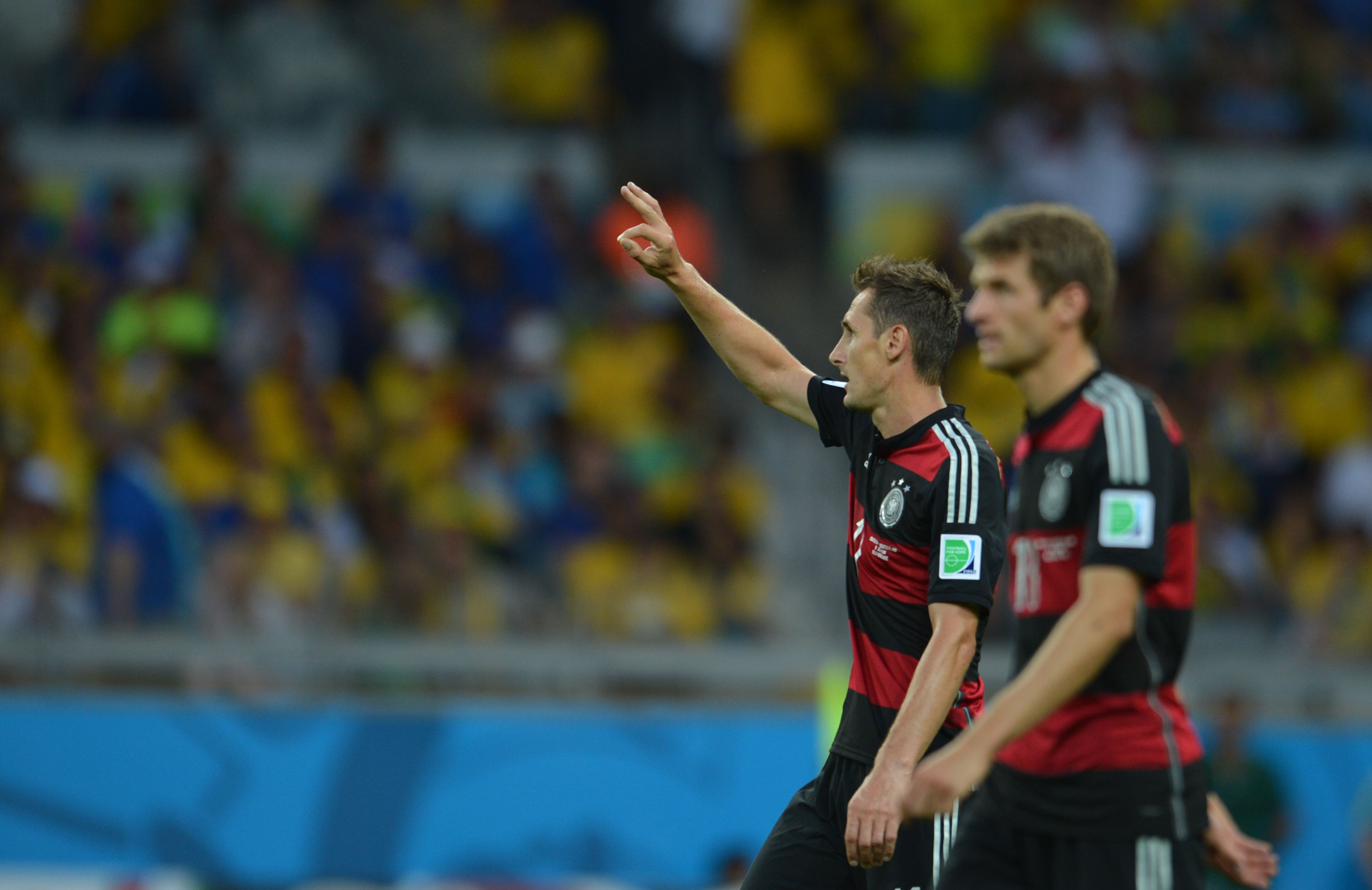
토마스 뮐러와 자신의 16번째 월드컵 신기록 골을 자축하는 클로제

클로제는 2014년 FIFA 월드컵이 독일 국가대표로 활약하는 마지막 순간이 될 것이며, 독일 국가대표로 한번 더 월드컵 우승을 도전할 의사를 밝혔다.
2014년 6월 6일, 아르메니아와의 월드컵을 앞둔 독일의 최종 친선경기에서, 클로제는 자신의 69번째 국가대표팀 득점을 성공시켰고, 이로써 게르트 뮐러의 독일 국가대표 최다 득점기록이었던 68골의 벽을 허물었다.
2014년 6월 21일, 가나와의 경기에서 기록과 동률을 이루는 월드컵 15호골을 득점하였고, 독일은 2-2 무승부를 거두었다. 그와 기록에 동률을 이룬 선수는 브라질의 호나우두로, 그도 월드컵에서 총 15호골을 득점하였었다. 이 골로 클로제는 4번의 다른 월드컵 대회에서 득점한 세번째 선수로 기록되었다. 2014년 7월 8일, 클로제는 브라질과의 준결승전 23분에 자신의 대회 2호골이자 월드컵 기록을 경신하는 16호골의 득점에 성공하였다. 이 골로 독일은 2-0으로 앞서나갔고, 독일은 월드컵 개최국 브라질을 상대로 7-1로 대파하였으며, 클로제는 호나우두의 종전 기록인 15골을 넘었다. 클로제는 2014년 FIFA 월드컵 우승을 끝으로 대회가 끝난 후인 2014년 8월 11일 독일 대표팀 은퇴를 선언했다.

### 국가대표팀 득점 기록
아래의 점수에서 왼쪽의 점수가 독일의 점수이다:
| #   | 날짜             | 경기장                                               | 상대           | 점수 | 결과                | 대회                      |
| --- | ---------------- | ---------------------------------------------------- | -------------- | ---- | ------------------- | ------------------------- |
| 1.  | 2001년 3월 24일  | 바이아레나, 레버쿠젠, 독일                           | 알바니아       | 2–1  | 2–1                 | 2002년 FIFA 월드컵 예선전 |
| 2.  | 2001년 3월 28일  | 스피로스 루이스, 아테네, 그리스                      | 그리스         | 3–2  | 4–2                 | 2002년 FIFA 월드컵 예선전 |
| 3.  | 2002년 2월 13일  | 프리츠-발터-슈타디온, 카이저슬라우테른, 독일         | 이스라엘       | 1–1  | 7–1                 | 친선경기                  |
| 4.  | 2002년 2월 13일  | 프리츠-발터-슈타디온, 카이저슬라우테른, 독일         | 이스라엘       | 2–1  | 7–1                 | 친선경기                  |
| 5.  | 2002년 2월 13일  | 프리츠-발터-슈타디온, 카이저슬라우테른, 독일         | 이스라엘       | 4–1  | 7–1                 | 친선경기                  |
| 6.  | 2002년 5월 18일  | 바이아레나, 레버쿠젠, 독일                           | 오스트리아     | 1–0  | 6–2                 | 친선경기                  |
| 7.  | 2002년 5월 18일  | 바이아레나, 레버쿠젠, 독일                           | 오스트리아     | 2–0  | 6–2                 | 친선경기                  |
| 8.  | 2002년 5월 18일  | 바이아레나, 레버쿠젠, 독일                           | 오스트리아     | 4–2  | 6–2                 | 친선경기                  |
| 9.  | 2002년 6월 1일   | 삿포로 돔, 삿포로, 일본                              | 사우디아라비아 | 1–0  | 8–0                 | 2002년 FIFA 월드컵        |
| 10. | 2002년 6월 1일   | 삿포로 돔, 삿포로, 일본                              | 사우디아라비아 | 2–0  | 8–0                 | 2002년 FIFA 월드컵        |
| 11. | 2002년 6월 1일   | 삿포로 돔, 삿포로, 일본                              | 사우디아라비아 | 5–0  | 8–0                 | 2002년 FIFA 월드컵        |
| 12. | 2002년 6월 5일   | 가시마 축구 경기장, 가시마, 일본                     | 아일랜드       | 1–0  | 1–1                 | 2002년 FIFA 월드컵        |
| 13. | 2002년 6월 11일  | 시즈오카 경기장, 시즈오카, 일본                      | 카메룬         | 2–0  | 2–0                 | 2002년 FIFA 월드컵        |
| 14. | 2002년 10월 16일 | AWD 아레나, 하노버, 독일                             | 페로 제도      | 2–1  | 2–1                 | UEFA 유로 2004 예선전     |
| 15. | 2003년 6월 11일  | 토르스뵐루르, 토르스하운, 페로 제도                  | 페로 제도      | 1–0  | 2–0                 | UEFA 유로 2004 예선전     |
| 16. | 2004년 2월 18일  | 스타디온 폴류드, 스플리트, 크로아티아                | 크로아티아     | 1–0  | 2–1                 | 친선경기                  |
| 17. | 2004년 11월 17일 | 첸트랄슈타디온, 라이프치히, 독일                     | 카메룬         | 2–0  | 3–0                 | 친선경기                  |
| 18. | 2004년 11월 17일 | 첸트랄슈타디온, 라이프치히, 독일                     | 카메룬         | 3–0  | 3–0                 | 친선경기                  |
| 19. | 2004년 12월 16일 | 국제 경기장, 요코하마, 일본                          | 일본           | 1–0  | 3–0                 | 친선경기                  |
| 20. | 2004년 12월 16일 | 국제 경기장, 요코하마, 일본                          | 일본           | 3–0  | 3–0                 | 친선경기                  |
| 21. | 2006년 3월 1일   | 지그날 이두나 파크, 도르트문트, 독일                 | 미국           | 3–0  | 4–1                 | 친선경기                  |
| 22. | 2006년 5월 27일  | 드라이잠슈타디온, 프라이부르크, 독일                 | 룩셈부르크     | 1–0  | 7–0                 | 친선경기                  |
| 23. | 2006년 5월 27일  | 드라이잠슈타디온, 프라이부르크, 독일                 | 룩셈부르크     | 4–0  | 7–0                 | 친선경기                  |
| 24. | 2006년 5월 30일  | 바이아레나, 레버쿠젠, 독일                           | 일본           | 1–2  | 2–2                 | 친선경기                  |
| 25. | 2006년 6월 9일   | 알리안츠 아레나, 뮌헨, 독일                          | 코스타리카     | 2–1  | 4–2                 | 2006년 FIFA 월드컵        |
| 26. | 2006년 6월 9일   | 알리안츠 아레나, 뮌헨, 독일                          | 코스타리카     | 3–1  | 4–2                 | 2006년 FIFA 월드컵        |
| 27. | 2006년 6월 20일  | 올림피아슈타디온, 베를린, 독일                       | 에콰도르       | 1–0  | 3–0                 | 2006년 FIFA 월드컵        |
| 28. | 2006년 6월 20일  | 올림피아슈타디온, 베를린, 독일                       | 에콰도르       | 2–0  | 3–0                 | 2006년 FIFA 월드컵        |
| 29. | 2006년 6월 30일  | 올림피아슈타디온, 베를린, 독일                       | 아르헨티나     | 1–1  | 1–1 (aet) 4–2 (PSO) | 2006년 FIFA 월드컵        |
| 30. | 2006년 8월 16일  | 펠틴스 아레나, 겔젠키르헨, 독일                      | 스웨덴         | 2–0  | 3–0                 | 친선경기                  |
| 31. | 2006년 8월 16일  | 펠틴스 아레나, 겔젠키르헨, 독일                      | 스웨덴         | 3–0  | 3–0                 | 친선경기                  |
| 32. | 2006년 9월 6일   | 산마리노 스타디움, 세라발레, 산마리노                | 산마리노       | 3–0  | 13–0                | UEFA 유로 2008 예선전     |
| 33. | 2006년 9월 6일   | 산마리노 스타디움, 세라발레, 산마리노                | 산마리노       | 6–0  | 13–0                | UEFA 유로 2008 예선전     |
| 34. | 2007년 9월 8일   | 밀레니엄 스타디움, 카디프, 웨일스                    | 웨일스         | 1–0  | 2–0                 | UEFA 유로 2008 예선전     |
| 35. | 2007년 9월 8일   | 밀레니엄 스타디움, 카디프, 웨일스                    | 웨일스         | 2–0  | 2–0                 | UEFA 유로 2008 예선전     |
| 36. | 2007년 11월 17일 | AWD 아레나, 하노버, 독일                             | 키프로스       | 2–0  | 4–0                 | UEFA 유로 2008 예선전     |
| 37. | 2008년 2월 6일   | 에른스트 하펠 슈타디온, 빈, 오스트리아               | 오스트리아     | 2–0  | 3–0                 | 친선경기                  |
| 38. | 2008년 3월 26일  | 장크트 야콥 파크, 바젤, 스위스                       | 스위스         | 1–0  | 4–0                 | 친선경기                  |
| 39. | 2008년 5월 27일  | 프리츠 발터 슈타디온, 카이저슬라우테른, 독일         | 벨라루스       | 1–0  | 2–2                 | 친선경기                  |
| 40. | 2008년 6월 19일  | 장크트 야콥 파크, 바젤, 스위스                       | 포르투갈       | 2–0  | 3–2                 | UEFA 유로 2008            |
| 41. | 2008년 6월 25일  | 장크트 야콥-파크, 바젤, 스위스                       | 튀르키예       | 2–1  | 3–2                 | UEFA 유로 2008            |
| 42. | 2008년 9월 10일  | 올림픽 경기장, 헬싱키, 핀란드                        | 핀란드         | 1–1  | 3–3                 | 2010년 FIFA 월드컵 예선전 |
| 43. | 2008년 9월 10일  | 올림픽 경기장, 헬싱키, 핀란드                        | 핀란드         | 2–2  | 3–3                 | 2010년 FIFA 월드컵 예선전 |
| 44. | 2008년 9월 10일  | 올림픽 경기장, 헬싱키, 핀란드                        | 핀란드         | 3–3  | 3–3                 | 2010년 FIFA 월드컵 예선전 |
| 45. | 2009년 8월 12일  | 토피크 바흐라모프 경기장, 바쿠, 아제르바이잔         | 아제르바이잔   | 2–0  | 2–0                 | 2010년 FIFA 월드컵 예선전 |
| 46. | 2009년 9월 9일   | AWD 아레나, 하노버, 독일                             | 아제르바이잔   | 2–0  | 4–0                 | 2010년 FIFA 월드컵 예선전 |
| 47. | 2009년 9월 9일   | AWD 아레나, 하노버, 독일                             | 아제르바이잔   | 3–0  | 4–0                 | 2010년 FIFA 월드컵 예선전 |
| 48. | 2009년 10월 10일 | 루즈니키 스타디움, 모스크바, 러시아                  | 러시아         | 1–0  | 1–0                 | 2010년 FIFA 월드컵 예선전 |
| 49. | 2010년 6월 13일  | 모지스 마비다 스타디움, 더반, 남아프리카 공화국      | 오스트레일리아 | 2–0  | 4–0                 | 2010년 FIFA 월드컵        |
| 50. | 2010년 6월 27일  | 프리스테이트 스타디움, 블룸폰테인, 남아프리카 공화국 | 잉글랜드       | 1–0  | 4–1                 | 2010년 FIFA 월드컵        |
| 51. | 2010년 7월 3일   | 케이프타운 경기장, 케이프타운, 남아프리카 공화국     | 아르헨티나     | 2–0  | 4–0                 | 2010년 FIFA 월드컵        |
| 52. | 2010년 7월 3일   | 케이프타운 경기장, 케이프타운, 남아프리카 공화국     | 아르헨티나     | 4–0  | 4–0                 | 2010년 FIFA 월드컵        |
| 53. | 2010년 9월 3일   | 보두앵 국왕 경기장, 브뤼셀, 벨기에                   | 벨기에         | 1–0  | 1–0                 | UEFA 유로 2012 예선전     |
| 54. | 2010년 9월 7일   | 라인에네르기슈타디온, 쾰른, 독일                     | 아제르바이잔   | 3–0  | 6–1                 | UEFA 유로 2012 예선전     |
| 55. | 2010년 9월 7일   | 라인에네르기슈타디온, 쾰른, 독일                     | 아제르바이잔   | 6–1  | 6–1                 | UEFA 유로 2012 예선전     |
| 56. | 2010년 10월 8일  | 올림피아슈타디온, 베를린, 독일                       | 튀르키예       | 1–0  | 3–0                 | UEFA 유로 2012 예선전     |
| 57. | 2010년 10월 8일  | 올림피아슈타디온, 베를린, 독일                       | 튀르키예       | 3–0  | 3–0                 | UEFA 유로 2012 예선전     |
| 58. | 2010년 10월 12일 | 아스타나 아레나, 아스타나, 카자흐스탄                | 카자흐스탄     | 1–0  | 3–0                 | UEFA 유로 2012 예선전     |
| 59. | 2011년 2월 9일   | 지그날 이두나 파크, 도르트문트, 독일                 | 이탈리아       | 1–0  | 1–1                 | 친선경기                  |
| 60. | 2011년 3월 26일  | 프리츠-발터-슈타디온, 카이저슬라우테른, 독일         | 카자흐스탄     | 1–0  | 4–0                 | UEFA 유로 2012 예선전     |
| 61. | 2011년 3월 26일  | 프리츠-발터-슈타디온, 카이저슬라우테른, 독일         | 카자흐스탄     | 4–0  | 4–0                 | UEFA 유로 2012 예선전     |
| 62. | 2011년 9월 2일   | 펠틴스-아레나, 겔젠키르헨, 독일                      | 오스트리아     | 1–0  | 6–2                 | UEFA 유로 2012 예선전     |
| 63. | 2011년 11월 15일 | 폴크스파르크슈타디온, 함부르크, 독일                 | 네덜란드       | 2–0  | 3–0                 | 친선경기                  |
| 64. | 2012년 6월 22일  | PGE 아레나 그단스크, 그단스크, 폴란드                | 그리스         | 3–1  | 4–2                 | UEFA 유로 2012            |
| 65. | 2012년 10월 12일 | 아비바 스타디움, 더블린, 아일랜드                    | 아일랜드       | 4–0  | 6–1                 | 2014년 FIFA 월드컵 예선전 |
| 66. | 2012년 10월 16일 | 올림피아슈타디온, 베를린, 독일                       | 스웨덴         | 1–0  | 4–4                 | 2014년 FIFA 월드컵 예선전 |
| 67. | 2012년 10월 16일 | 올림피아슈타디온, 베를린, 독일                       | 스웨덴         | 2–0  | 4–4                 | 2014년 FIFA 월드컵 예선전 |
| 68. | 2013년 9월 6일   | 알리안츠 아레나, 뮌헨, 독일                          | 오스트리아     | 1–0  | 3–0                 | 2014년 FIFA 월드컵 예선전 |
| 69. | 2014년 6월 6일   | 코파스 아레나, 마인츠, 독일                          | 아르메니아     | 4–1  | 6–1                 | 친선경기                  |
| 70. | 2014년 6월 21일  | 카스텔랑, 포르탈레자, 브라질                         | 가나           | 2–2  | 2–2                 | 2014년 FIFA 월드컵        |
| 71. | 2014년 7월 8일   | 이스타지우 미네이랑, 벨루 오리존치, 브라질           | 브라질         | 2–0  | 7–1                 | 2014년 FIFA 월드컵        |

## 페어플레이
2005년 4월 30일, 베르더 브레멘에서 활약할 당시, 클로제는 아르미니아 빌레펠트와의 경기에서 오심으로 얻은 페널티킥을 거절하였다. 그는 그의 대응에 대해 페어플레이 상을 받았다.
2012년 9월 말, 클로제는 라치오와 나폴리와의 경기에서 손으로 득점하였다. 클로제는 이 사실을 주심에게 알렸고, 주심은 그의 득점을 취소시켰으며, 옐로카드를 면한 뒤 악수를 나누었다.

## 플레이 스타일
헤딩슛에 매우 능하며 공중제비를 할 수 있을 정도로 운동신경이 매우 뛰어나다. 또한 달리기 속도가 거의 육상선수와 비슷한 수준으로 빨라서 상대 수비수를 피해 도망치는 능력이 매우 탁월하다. 이 뛰어난 달리기 능력을 바탕으로 자신이 슛을 넣기 좋은 위치로 최대한 빨리 달려가서 슛을 쏘는 것이 특징이다.

## 수상

#### 베르더 브레멘
- DFB-리가 포칼: 2006

#### 바이에른 뮌헨
- 분데스리가: 2007–08, 2009–10
- DFB-포칼: 2007-08, 2009-10
- DFB-리가 포칼: 2007
- DFL-슈퍼컵: 2010
- UEFA 챔피언스리그 준우승 : 2009–10

#### 라치오
- 코파 이탈리아: 2012–13

#### 독일
- FIFA 월드컵 : 우승 (2014), 준우승 (2002), 3위 (2006, 2010)
- UEFA 유로 : 준우승 (2008)

### 감독
- B-유소년 분데스리가 (남부/남서부) : 2018

### 개인
- 발롱도르 7위 : 2006
- 독일 올해의 축구 선수 : 2006
- 분데스리가 올해의 선수 : 2005-06
- 분데스리가 득점왕 : 2005-06
- 분데스리가 도움왕 : 2005–06, 2006–07
- DFB 포칼 득점왕 : 2005-06
- UEFA 회장상 : 2023
- UEFA 100경기 어워드 : 2011
- 은월계잎 훈장 : 2002, 2006, 2010, 2014
- 키커 분데스리가 올해의 팀 : 2004-05, 2005-06
- 키커 올해의 공격수 : 2006
- 키커 랑리스테 : WK 1회, IK 7회, NK 13회
- FIFA 월드컵 : 골든슈 (2006), 실버슈 (2002), 올스타 팀 (2002, 2006)
- 2002년 FIFA 월드컵 MoM : vs. 사우디, vs. 카메룬 (이상 조별리그)
- 2006년 FIFA 월드컵 MoM : vs. 코스타리카 (조별리그), vs. 스웨덴 (16강전)

#### 기록
- FIFA 월드컵 통산 최다 득점자 (16골, 2014-)

## 경력 통계

### 클럽
2016년 6월 1일 기준
| 클럽             | 시즌      | 리그 | 리그 | 컵   | 컵 | 유럽 | 유럽 | 합계 | 합계 |
| 클럽             | 시즌      | 출장 | 골   | 출장 | 골 | 출장 | 골   | 출장 | 골   |
| ---------------- | --------- | ---- | ---- | ---- | -- | ---- | ---- | ---- | ---- |
| 카이저슬라우테른 | 1999–2000 | 2    | 0    | 0    | 0  | 0    | 0    | 2    | 0    |
| 카이저슬라우테른 | 2000–01   | 29   | 9    | 4    | 0  | 12   | 2    | 45   | 11   |
| 카이저슬라우테른 | 2001–02   | 31   | 16   | 4    | 0  | -    | -    | 35   | 16   |
| 카이저슬라우테른 | 2002–03   | 32   | 9    | 4    | 4  | 0    | 0    | 36   | 13   |
| 카이저슬라우테른 | 2003–04   | 26   | 10   | 1    | 1  | 2    | 1    | 29   | 12   |
| 카이저슬라우테른 | 합계      | 120  | 44   | 13   | 5  | 14   | 3    | 147  | 52   |
| 베르더 브레멘    | 2004–05   | 32   | 15   | 5    | 0  | 8    | 2    | 45   | 17   |
| 베르더 브레멘    | 2005–06   | 26   | 25   | 5    | 2  | 9    | 4    | 40   | 31   |
| 베르더 브레멘    | 2006–07   | 31   | 13   | 3    | 0  | 13   | 2    | 47   | 15   |
| 베르더 브레멘    | 합계      | 89   | 53   | 13   | 2  | 30   | 8    | 132  | 63   |
| 바이에른 뮌헨    | 2007–08   | 27   | 10   | 8    | 6  | 12   | 5    | 47   | 21   |
| 바이에른 뮌헨    | 2008–09   | 26   | 10   | 4    | 3  | 8    | 7    | 38   | 20   |
| 바이에른 뮌헨    | 2009–10   | 25   | 3    | 5    | 2  | 8    | 1    | 38   | 6    |
| 바이에른 뮌헨    | 2010–11   | 20   | 1    | 4    | 3  | 2    | 1    | 26   | 5    |
| 바이에른 뮌헨    | 합계      | 98   | 24   | 21   | 14 | 30   | 14   | 149  | 52   |
| 라치오           | 2011–12   | 27   | 13   | 2    | 0  | 6    | 3    | 35   | 16   |
| 라치오           | 2012–13   | 29   | 15   | 2    | 0  | 5    | 1    | 36   | 16   |
| 라치오           | 2013–14   | 25   | 7    | 1    | 0  | 3    | 1    | 29   | 8    |
| 라치오           | 2014-15   | 34   | 13   | 6    | 3  | 0    | 0    | 40   | 16   |
| 라치오           | 2015-16   | 24   | 7    | 2    | 0  | 4    | 1    | 30   | 8    |
| 라치오           | 합계      | 139  | 54   | 13   | 3  | 18   | 6    | 170  | 63   |
| 경력 합계        | 경력 합계 | 514  | 202  | 52   | 24 | 92   | 31   | 667  | 258  |

* DFB-리가포칼 및 DFL-슈퍼컵 포함

### 국가대표팀
2014년 7월 8일
| 독일 국가대표팀 | 독일 국가대표팀 | 독일 국가대표팀 |
| 연도            | 출장            | 골              |
| --------------- | --------------- | --------------- |
| 2001            | 7               | 2               |
| 2002            | 17              | 12              |
| 2003            | 10              | 1               |
| 2004            | 11              | 5               |
| 2005            | 5               | 0               |
| 2006            | 17              | 13              |
| 2007            | 5               | 3               |
| 2008            | 15              | 8               |
| 2009            | 6               | 4               |
| 2010            | 12              | 10              |
| 2011            | 8               | 5               |
| 2012            | 13              | 4               |
| 2013            | 4               | 1               |
| 2014            | 6               | 3               |
| 합계            | 136             | 71              |

## 같이 보기
- A매치 100경기 이상 출전한 축구 선수 명단